# Умные очки

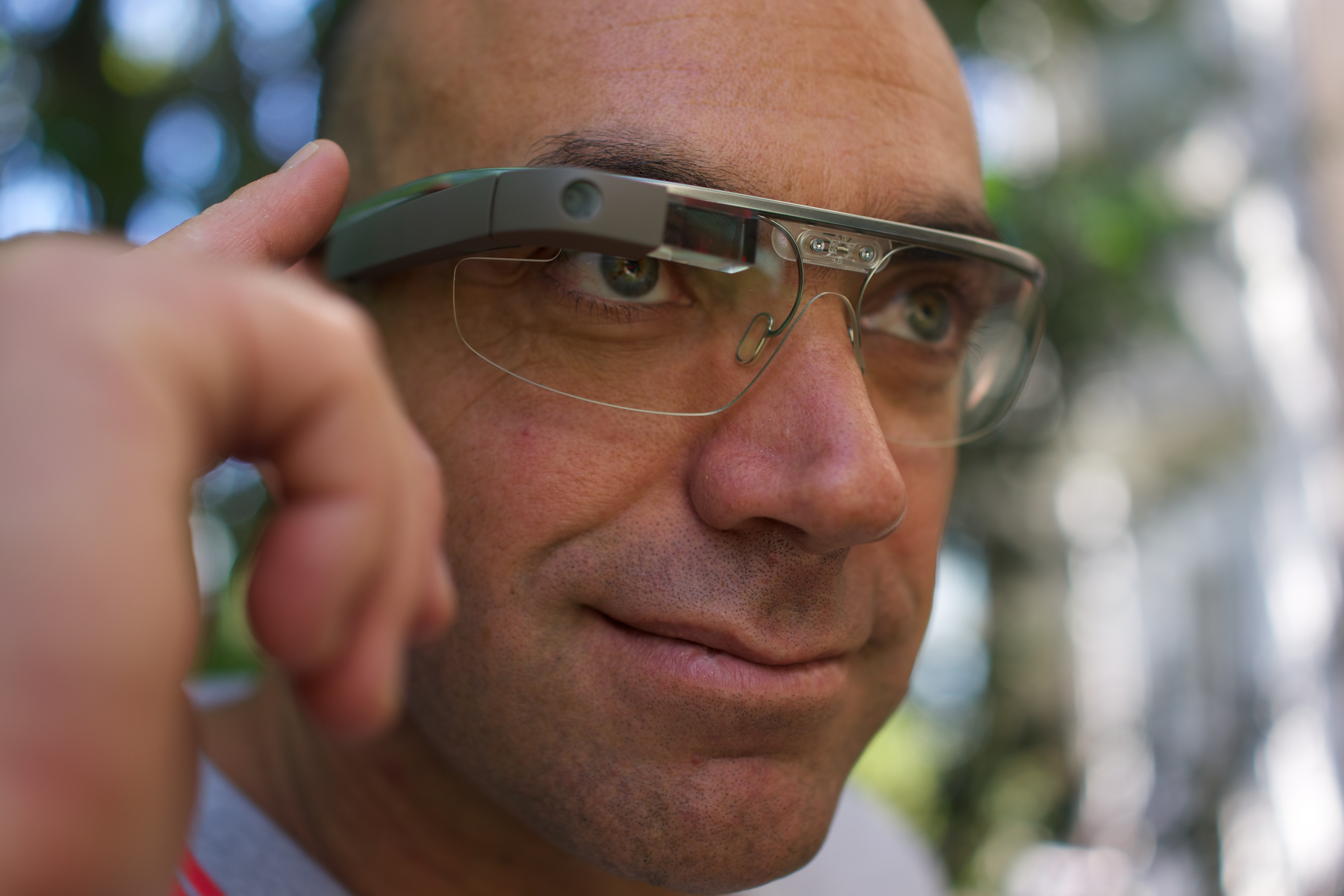
Умные очки Google Glass 2013 года

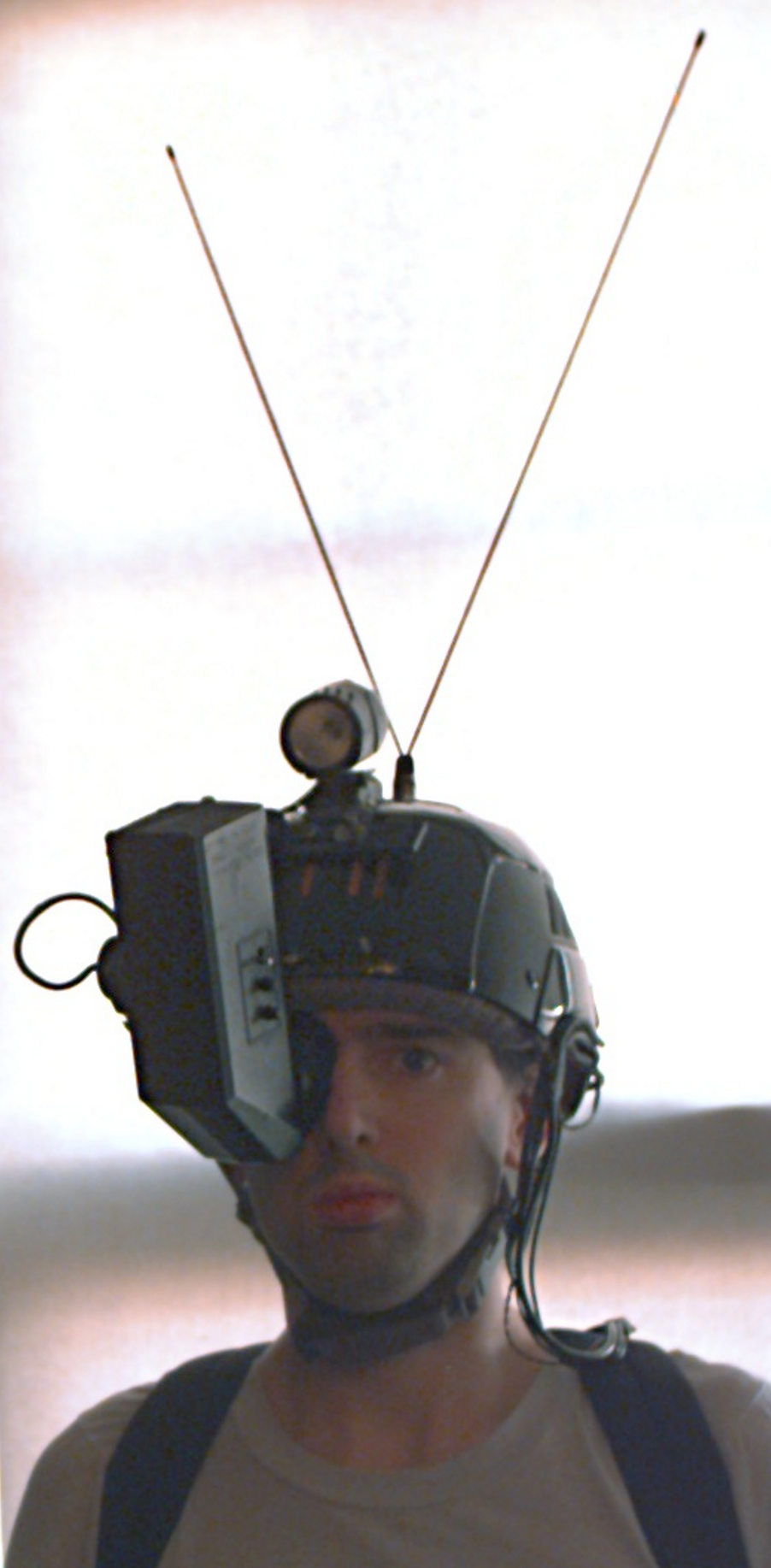
Стив Мэнн — прототип умных очков, 1981 год

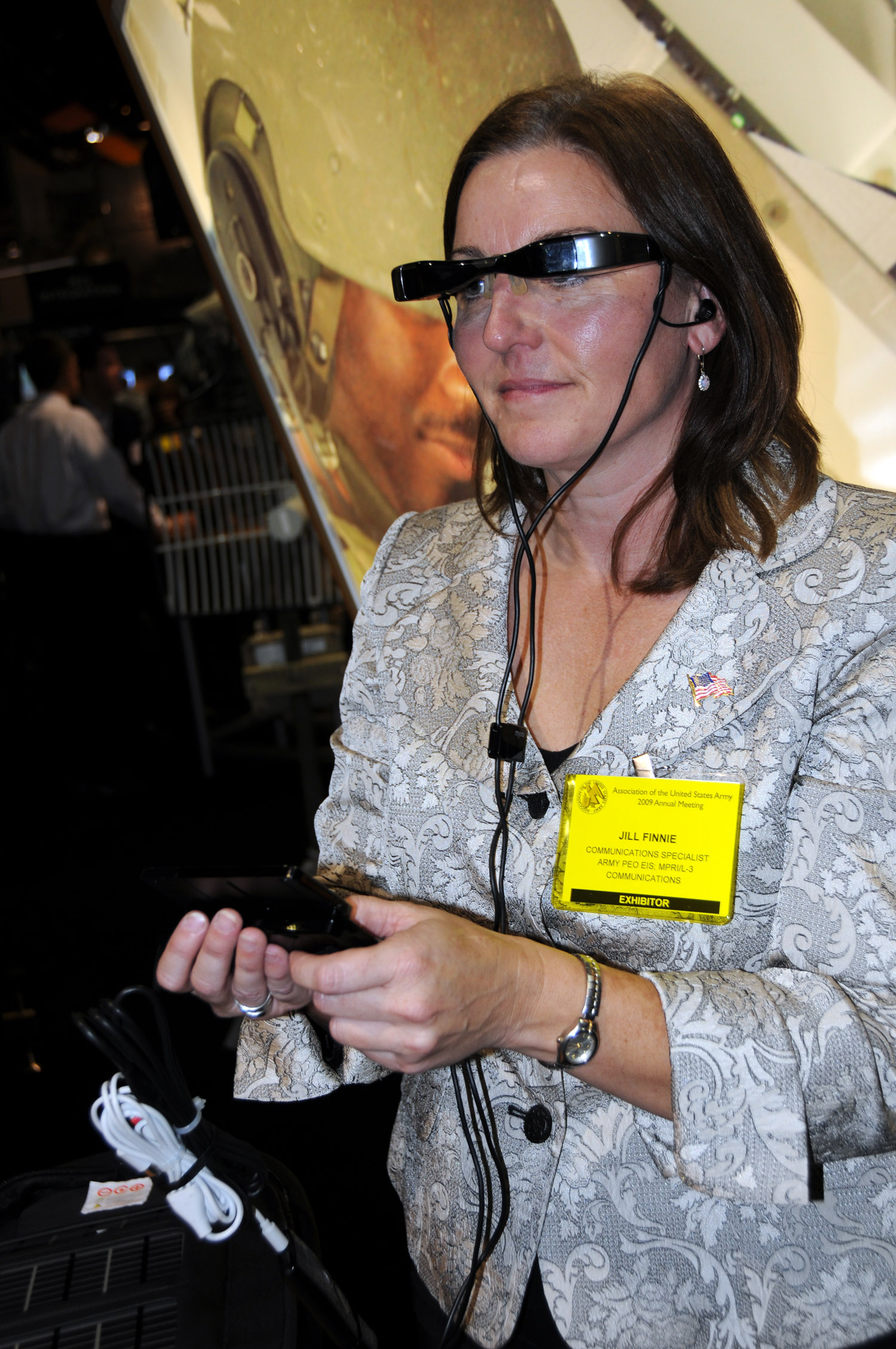
Умные очки с экраном в армии США

Умные очки, также известные как смарт-очки, — носимые компьютерные очки, которые показывают информацию в дополнение или вместо того, что видит носящий. Также умные очки иногда определяются как носимые компьютерные очки, которые могут изменять свои оптические свойства для выполнения определенных функций. Умные солнцезащитные очки, которые запрограммированы на изменение оттенка с помощью электронных средств, являются примером одного из типов смарт-очков. В умных очках наложение информации на поле зрения достигается с помощью оптического дисплея (OHMD), Head-up дисплея или дополненной реальности. Ранние модели смарт-очков могли выполнять базовые задачи, например, просто выступать в качестве внешнего дисплея для удаленной системы. Современные смарт-очки — это пригодные для носки компьютеры, которые могут запускать автономные мобильные приложения. Некоторые из них — с помощью голосовых команд, а другие — с помощью сенсорных кнопок.
Как и другие компьютеры, умные очки могут собирать информацию с внутренних или внешних датчиков. Они могут поддерживать беспроводные технологии, такие как Bluetooth, Wi-Fi и GPS. Некоторые смарт очки могут выступать в роли портативных медиаплееров и проигрывать аудио- и видеофайлы пользователю через Bluetooth- или WiFi-гарнитуру. Также некоторые модели обладают полной функцией отслеживания активности человека. Помимо этого, часть умных очков может выполнять функции смартфона.

## Особенности и применение
Как и другие устройства для отслеживания активности, смарт-очки используют блок GPS и цифровую камеру. После завершения тренировки в смарт-очках данные могут быть загружены на компьютер или переданы онлайн для создания журнала упражнений и дальнейшего анализа. Некоторые смарт-очки могут служить в качестве навигационных устройств GPS и отображать на своем экране карты и текущие координаты.
Хотя некоторые модели современных смарт-очков функционируют как полностью автономные устройства, большинство производителей рекомендует, чтобы потребители использовали мобильные телефоны для синхронизации этих устройств и расширения их функциональности. Смарт-очки, синхронизированные с телефоном, могут уведомлять пользователя о входящих звонках, а также показывать SMS, E-mail-сообщения и уведомления календаря.

### Применение для обеспечения безопасности
Смарт-очки можно использовать в качестве видеокамеры. В 2018 году китайская полиция в Чжэнчжоу использовала смарт-очки, которые синхронизировались с правительственной базой данных. Эти очки имели функцию распознавания лиц. Таким образом упрощался процесс поиска подозреваемых и нарушителей.

### Применение в здравоохранении
В июле 2013 года директор инновационного центра Radboud REshape Люсьен Энгелен начал исследования по применению Google Glass в сфере здравоохранения. Его исследования по применению Google Glass проводились в операционных, санитарных машинах, травматологическом вертолете, медпрактике и на дому, а также в общественном транспорте для людей с нарушением зрения. Принимавшие участие в исследовании производили съемку, передавали потоковое видео и надиктовывали оперативный журнал с помощью Google Glass.
В ходе исследований Люсьен Энгелен сделал выводы:
1. Качество изображений и видео можно использовать для обучения, справочной и дистанционной консультации в области здравоохранения
2. Google Glass возможно применять во время оперативных процедур.[14]
3. Для использования в медицине к функции видео должен быть добавлен стабилизатор.
4. Время автономной работы можно легко увеличить с помощью внешней батареи.
5. Протокол или контрольный список, отображаемый на экране Google Glass, могут быть полезны во время процедур.

Доктор Фил Хаслам и доктор Себастьян Мафельд продемонстрировали концепцию применения Google Glass в области инвазионной радиологии. Они продемонстрировали, как Google Glass могут помочь при биопсии печени. Доктора заявили, что Google Glass имеет потенциал для повышения безопасности пациентов, удобства врачей и эффективности процедур в области инвазивной радиологии. В июне 2013 года хирург Рафаэль Гроссманн был первым человеком, который использовал Google Glass в операционной. Тогда он использовал умные очки во время эндоскопической процедуры.
16 ноября 2013 года в Сантьяго-де-Чили челюстно-лицевая команда под руководством доктора Антонио Марино провела первую ортогнатическую операцию с помощью Google Glass в Латинской Америке. В январе 2014 года индийский ортопед Селен Г. Парех провел операцию на лодыжках, используя Google Glass в Джайпуре, которая транслировалась в прямом эфире на сайте Google. В Австралии в январе 2014 года Мельбурнский технологический стартап Small World Social сотрудничал с Австралийской ассоциацией грудного вскармливания, чтобы создать первое бесплатное приложение для Google Glass, которое бы могли использовать молодые мамы. Приложение, названное Google Glass Breastfeeding, позволяло матерям кормить своего ребенка просматривая инструкции о распространенных проблемах грудного вскармливания. Также приложение позволяло обратиться к врачу через Google Hangouts. В такой ситуации врач мог рассмотреть проблему через камеру Google Glass.

## Типы дисплеев
Для создания прозрачных дисплеев существуют несколько технологий. Большинство этих технологий можно обобщить в два основных семейства: «Curved Mirror» и «Light-guide». «Зеркальную» технологию Curved Mirror используют такие производители, как EyeTap, Meta, Vuzix.
В дисплеях умных очков применяются различные виды волноводов. Самые распространенные из них: дифракционная оптика, голографическая оптика, поляризованная оптика, отражательная оптика и проекция:
- Дифракционный волновод — наклонные элементы дифракционной решетки. Технология разработана компанией Nokia и лицензирована для Vuzix.
- Голографический волновод — 3 голографических оптических элемента, соединенных вместе (RGB). Используется Sony и Konica Minolta.
- Поляризованный волновод — 6 многослойных поляризованных отражателей в стеклянном сэндвиче. Разработано компанией Lumus.
- Отражающий волновод — толстый световод с одним полуотражающим зеркалом. Эту технологию использует Epson в своем продукте Moverio.
- Светоотражающий волновод «Clear-Vu» — тонкие монолитные формованные поверхностные отражатели и обычные покрытия, разработанные Optinvent.
- Переключаемый волновод — разработан SBG Labs.
- Виртуальный ретинальный монитор — технология устройств вывода, проецирующая изображение непосредственно на сетчатку глаза. В результате пользователь видит изображение, «висящее» в воздухе перед ним.[19]

## Умные солнцезащитные очки
Умные солнцезащитные очки, которые могут менять свои светофильтрующие свойства во время работы, обычно используют жидкокристаллическую технологию. При изменении условий освещения, например, когда пользователь переходит из помещения в помещение, соотношение яркости также изменяется и может привести к ухудшению видимости через очки. Решением этой проблемы является включение затемняющих фильтров в умные солнцезащитные очки, которые контролируют количество окружающего света, попадающего в глаза. В линзах умных солнцезащитных очков используют PolarView — компонент на основе жидких кристаллов.
Другой тип умных солнцезащитных очков использует адаптивную поляризационную фильтрацию. Умные очки этого типа могут изменять свои поляризационные фильтрационные характеристики во время ношения. Они способны переключаться с фильтрации горизонтальной поляризации на фильтрацию вертикальной поляризации одним нажатием кнопки.
Линзы умных солнцезащитных очков могут быть изготовлены из нескольких адаптивных элементов, поэтому разные части линзы могут иметь разные оптические свойства. Например, верхняя часть линзы может быть электронно сконфигурирована так, чтобы иметь характеристики поляризационного фильтра, отличные от нижней части линзы.

## Управление умными очками
Для умных очков не подходят традиционные устройства ввода, такие как клавиатура и мышь. Вместо этого управление вводом данных должно происходить максимально просто или вовсе без помощи рук. Устройства ввода для умных очков делятся на три вида: ручной, сенсорный и бесконтактный ввод. В настоящее время разработка интерфейсов ввода данных для умных очков остается актуальной проблемой.
Методы:
- Тачпад или кнопки.
- Совместимые устройства (например, смартфон) для дистанционного управления.
- Распознавание речи.
- Метод окулографии.
- Нейрокомпьютерный интерфейс.
- Распознавание жестов.[24]

## Продукты
- Apple Vision Pro — умные очки смешанной реальности компании Apple.
- Google Glass — умные очки от компании Google.
- Microsoft HoloLens — умные очки смешанной реальности компании Microsoft.
- Airscouter, виртуальный ретинальный монитор от Brother Industries.[25]
- Epiphany — умные очки, разработанные Vergence Labs.
- Epson Moverio BT-300 и Moverio Pro BT-2000/2200 — умные очки дополненной реальности от Epson.[26]
- EyeTap — наглазная камера и HUD-дисплей.
- Focals by North — умные очки с голографическим дисплеем. Очки позволяют читать текстовые сообщения и отвечать на них, проверять погоду, заказывать такси Uber, общаться с Amazon Alexa и многое другое.
- Recon Snow 2 — защитные умные очки для катания на лыжах.
- Recon Jet — прочная наглазная камера и проекционный дисплей (HUD) для спорта.
- Vuzix — очки дополненной реальности для 3D-игр, производственного обучения и военных приложений.
- Everysight Raptor — умные очки для велосипедистов от Everysight .

В 2018 году компания Intel анонсирует Vaunt — умные очки, которые выглядят как обычные очки и способны отображать данные проецирующая изображение непосредственно на сетчатку глаза.

## Рынок умных очков
Аналитическая компания IHS подсчитала, что рынок умных очков может вырасти всего с 50 000 единиц в 2012 году до 6,6 миллиона единиц в 2016 году. Согласно опросу, проведенному Forrester Research среди более 4600 взрослых американцев, около 12 процентов опрошенных респондентов готовы носить Google Glass или другое подобное устройство, если оно предложит услугу, которая вызовет у них интерес. Аналитики из Business Insider ожидают, что в 2018 году объем продаж Google Glass составит 21 миллион штук. Ожидается, что Samsung и Microsoft разработают собственную версию Google Glass в течение шести месяцев с ценником от 200 до 500 долларов. В 2006 году Apple подала патент на собственную разработку HUD-дисплея. В июле 2013 года основатель и генеральный директор APX Labs Брайан Баллард заявил, что ему известно о 25-30 аппаратных компаниях, которые работают над собственными версиями смарт-очков.
В то же время в 2016 году клиентам по всему миру было отправлено всего около 150 тыс. очков дополненной реальности. Это связано с некоторыми серьезными техническими ограничениями, которые не позволяют производителям предлагать продукт, который бы уравновешивал функциональность очков и их небольшие габариты. Так как клиенты не желают носить громоздкие и массивные устройства.

## Восприятие обществом и коммерческое использование

### Общественное мнение
В ноябре 2012 года Google Glass получила звание одного из «лучших изобретений 2012 года» от еженедельника Time. В феврале 2013 года, после визита в Кембриджский университет председателя Google Эрика Шмидта, профессор Джон Нотон похвалил Google Glass и сравнил их с изобретениями Дугласа Энгельбарта. Лиза А. Гольдштейн, журналистка, родившаяся глухой, провела тестирование продукта от имени людей с ограниченными возможностями и опубликовала свой обзор 6 августа 2013 года. В своем обзоре Гольдштейн утверждает, что Google Glass не поддерживает слуховые аппараты и поэтому не подходит для людей, которые не могут понимать речь. Гольдштейн также отметила очень ограниченную поддержку клиентов, так как она осуществляется только посредством телефонной связи.
В декабре 2013 года Дэвид Датуна стал первым художником, который использовал Google Glass в современном произведении искусства.
После негативной реакции общественности розничная продажа Google Glass закончилась в январе 2015 года. С 2017 года компания сосредоточилась на бизнес-клиентах.

### Вопросы конфиденциальности
Различные источники высказывали опасения по поводу вторжения в частную жизнь и этики при использовании умных очков в общественных местах. Так как с их помощью можно вести скрытую видеосъемку без разрешения лиц, которые на нее попадают. Защитники конфиденциальности обеспокоены тем, что люди, носящие такие очки, могут публично узнавать незнакомцев, используя распознавание лиц, или тайно записывать и транслировать частные разговоры. Некоторые компании в США разместили в своих заведениях таблички запрещающие использовать Google Glass. В июле 2013 года, до официального выпуска продукта, Стивен Балабан, соучредитель компании Lambda Labs, обошел систему распознавания лиц Google, создав собственную, не одобренную Google систему распознавания. А Марк Роджерс, главный исследователь безопасности в Lookout, обнаружил, что Google Glass может быть взломан, если пользователь сфотографирует вредоносный QR-код.
Также возникли вопросы относительно законности Google Glass в ряде стран, особенно в России, Украине и других странах постсоветского пространства. В феврале 2013 года пользователь Google+ заметил юридические проблемы с Google Glass и опубликовал в сообществе информацию Google Glass, заявив, что устройство может быть незаконным для использования в соответствии с действующим законодательством России и Украины, которое запрещает использование шпионских гаджетов, которые могут записывать видео или фотографировать незаметным образом. Были также высказаны опасения по поводу конфиденциальности и безопасности пользователей Google Glass в случае кражи или утери устройства. Как часть своего ответа правительственному комитету, компания Google заявила, что работает над системой блокировки и повысила осведомленность пользователей о возможности удаленного сброса Google Glass в случае их потери. Также казино в Лас-Вегасе запретили использование Google Glass, сославшись на свое желание соблюдать законы штата Невада и общие правила игры, запрещающие использование записывающих устройств вблизи игровых площадок.

### Соображения безопасности
Некоторые страны высказали опасения по поводу эксплуатации умных очков во время вождения автомобиля. 31 июля 2013 года сообщалось, что по решению Департамента транспорта в Великобритании, вероятно, будет запрещено вождение автомобиля с использованием Google Glass. В штате Западная Вирджиния (США) в марте 2013 года была внесена поправка в закон относительно запрета на чтение печатных сообщений во время вождения. Поправка включает запрет на использование «носимого компьютера с дисплеем на голове». Представитель штата в своем интервью заявил: «Главное — это проблема безопасности, поскольку умные очки могут проецировать текст или видео в поле вашего зрения. А это является большим отвлечением для водителей». В октябре 2013 года водитель в Калифорнии был оштрафован за вождение с Google Glass. По сообщениям, водитель был первым, кто получил штраф на поездку в Google Glass. Хотя судья отметил, что Google Glass подпадает под запрет использования при вождении, дело было закрыто из-за отсутствия доказательств того, что устройство в то время было включено.

### Особенности функциональности
Сегодня большинство очков дополненной реальности выглядит громоздким, а такие приложения, как навигация или туристический гид, могут разрядить батарею смарт-очков примерно за 1-4 часа. Срок службы батареи может быть увеличен за счет использования систем отображения с низким энергопотреблением. Также возможно ношение дополнительного батарейного блока в других устройствах (например, в ремне, или умном ожерелье).